# NRN1
NRN1 (англ. Neuritin 1) – білок, який кодується однойменним геном, розташованим у людей на 6-й хромосомі. Довжина поліпептидного ланцюга білка становить 142 амінокислот, а молекулярна маса — 15 333.
| 10         |  | 20         |  | 30         |  | 40         |  | 50         |
| ---------- |  | ---------- |  | ---------- |  | ---------- |  | ---------- |
| MGLKLNGRYI |  | SLILAVQIAY |  | LVQAVRAAGK |  | CDAVFKGFSD |  | CLLKLGDSMA |
| NYPQGLDDKT |  | NIKTVCTYWE |  | DFHSCTVTAL |  | TDCQEGAKDM |  | WDKLRKESKN |
| LNIQGSLFEL |  | CGSGNGAAGS |  | LLPAFPVLLV |  | SLSAALATWL |  | SF         |

A: Аланін

C: Цистеїн

D: Аспарагінова кислота

E: Глутамінова кислота

F: Фенілаланін

G: Гліцин

H: Гістидин

I: Ізолейцин

K: Лізин

L: Лейцин

M: Метіонін

N: Аспарагін

P: Пролін

Q: Глутамін

R: Аргінін

S: Серин

T: Треонін

V: Валін

W: Триптофан

Локалізований у клітинній мембрані, мембрані, клітинних контактах, синапсах.